# Žarnovica (distrito)
O Distrito de Žarnovica (eslovaco: Okres Žarnovica) é uma unidade administrativa da Eslováquia Central, situado na Banská Bystrica (região), com 27.634 habitantes (em 2003) e uma superfície de 426 km².

## Demografia
| Ano:        | 1994   | 2004   | 2014   | 2024   |
| ----------- | ------ | ------ | ------ | ------ |
| Broj ljudi: | 27 920 | 27 381 | 26 732 | 24 463 |
| Razlika:    |        | -1,93% | -2,37% | -8,48% |

| Ano:               | 2023   | 2024   |
| ------------------ | ------ | ------ |
| Número de pessoas: | 24 668 | 24 463 |
| Diferença:         |        | -0,83% |

## Cidades
- Nová Baňa
- Žarnovica (capital)

## Municípios
- Brehy
- Hodruša-Hámre
- Horné Hámre
- Hrabičov
- Hronský Beňadik
- Kľak
- Malá Lehota
- Orovnica
- Ostrý Grúň
- Píla
- Rudno nad Hronom
- Tekovská Breznica
- Veľká Lehota
- Veľké Pole
- Voznica
- Župkov